# Оринда
Оринда — город в округе Контра-Коста, Калифорния, США. По версии журнала Forbes, Оринда занимала вторую строку рейтинга самых дружественных городов в США в 2012 году.

## История
Современная Оринда расположена на территории бывших земельных грантов Ранчо Лагуна-де-лос-Палос-Колорадос, Ранчо-Акаланес, Ранчо-эль-Собранте и Ранчо Бока-де-ла-Каньяда-дель-Пиноле. До 1848 года эти земли были частью бывшей испанской колонии Верхняя Калифорния, входившей в состав Мексики.
В 1876-х спекулянт недвижимостью и помещик Уильям Уокер Камрон купил землю (500 акров) на восточной стороне холмов Беркли. Он назвал местность Ориндой Парк — в честь английской поэтессы XVII века Кэтрин Фаулер Филипс, известной как «Несравненная Оринда». Со временем название «Оринда» стали связывать с местным сообществом.
Эдвард Игнасио де Лавеага (Edward Ignacio de Laveaga) основал поселение на территории Оринды в 1920-х годах. Он был сыном жителя Сан-Франциско Мигеля де Лавеага, который вместе со своим братом Хосе приобрёл около 1 200 акров в этом районе в 1897 году. Де Лавеага был важной фигурой в развитии Оринды в начале 20-го века, в частности — территорий Эль Тойонал (El Toyonal), Оринда Вилледж (Orinda Village) и Оринда Кантри Клаб (Orinda Country Club).
Вплоть до 1985 года Оринда была невключённой (неинкорпорированной) территорией.

### Детализация истории согласно Лиз Пайат
В 1989 году местная жительница Лиз Пайат смастерила лоскутное одеяло с вышитыми картинками из истории Оринды и подарила его обществу «Друзья библиотеки Оринды». Ныне одеяло вывешено в галерее библиотеки Оринды, а на сайте окружной библиотеки Контра-Косты есть фотогалерея с изображениями лоскутов. На каждом из них вышиты ключевые объекты из истории города и сопроводительный текст. Далее приведена история Оринды согласно этим подписям.
Ранее на землях нынешней Оринды жили костанийские индейцы.
В 1775 году началась раздача испанских земельных грантов, в 1822 г. — мексиканских. В 1835-м земельный участок получил Хоакин Морага.
В 1846 году началась американская оккупация. Ещё несколько человек — Александр Хьюстон, Джон Смит, Август Чарльз — получили земли в этой местности.
В 1858 г. в районе пересечения дорог была построена таверна Конклинза. В ней был бар, кухня, комнаты и надворная постройка.
Первой школой была школа Мораги. Из-за плохой погоды её часто закрывали. В 1864 году там училось всего 20 человек. Попечитель школы жил через улицу в «старом жёлтом доме». Одна из его обязанностей состояла в доставке воды в школу. Дом попечителя, построенный в 1894, считался одним из самых старых в городе.
В 1871 г. Уильям Камрон женился на Элис Марш. Они назвали свои владения парком Оринда — именем, взятым из книги отца Элис Марш.
В 1882 г. землевладелец Теодор Вагнер пожертвовал землю для школы Оринда Парк. В 1885 г. Вагнер построил отель.
В 1890-м началась постройка железной дороги между Калифорнией и Невадой. На близлежащих территориях было три станции — Оринда Парк, Брайант и де Лавеага.
В 1892 г. Мария де Лавеага построила первую церковь — небольшую часовню Святой Марии.
В 1888 г. в городке открылось почтовое отделение. Оно размещалось в кузнице, а в 1889 году сначала переехало в отель, а затем на ранчо. Первые почтовые ящики появились в 1903 году.
В 1903 г. открыли туннель Контра Коста. Его постройка обошлась в 46 тысяч долларов.
В 1917 г. на пересечении дорог был построен клуб округа Контра Коста.
В 1921 г. Эдвард Игнасио де Лавеага построил несколько дорог и бассейн Оринда Парк.
В 1922 г. Фрэнк Инос построил магазин с заправкой. Вторым зданием была пожарная часть, в которой размещалась повозка с двумя бочками воды, топорами и верёвками.
В том же году территория Оринды была электрифицирована. Электричество подавала компания Great Western Power.
В 1924 г. де Лавеага построил магазин. В здании размещалось почтовое отделение и первая библиотека. Он также построил школу верховой езды и гараж.
В 1925 г. открылась Orinda Union School. В ней давали уроки игры на пианино за 50 центов за полчаса.
В 1928 г. открылся ресторан «Перекрёстки» (Crossroads Restaurant) с автозаправкой неподалёку.
В 1929 г. из-за Великой депрессии продажи земель приостановились.
В 1937 г. открылся туннель Колдекотт.
В 1941 г. открылся театр, а вскоре по соседству и первый банк в Оринде — Wells Fargo.
В 1942 г. построили вторую пожарную часть.
В 1958 г. на пожертвования построили библиотеку Оринды.
Начиная с 1950 года в Оринде были построено шесть церквей: First Church of Christ Scientist (1950), St. Stephens Episcopal (1954), Orinda Community (1959), Shepherd of the Valley Lutheran и Santa Maria (1960), St. Marks Methodist (1962).
В 1964 г. открыли третий ствол в туннеле Колдекотта стоимостью 11 миллионов долларов.
В 1965 г. BART заплатила 67 тысяч долларов за землю под постройку железнодорожной станции. В том же году было открыто медицинское учреждение — Orinda Medical Building.
В 1969 г. была построена пожарная часть.
В 1985 г. жители Оринды проголосовали за инкорпорацию, а также выбрали мэра, вице-мэра и троих членов городского совета.
В 1938 г. началось издание газеты Orinda Sun. В 1985 году она сменила название на Contra Costa Sun.

## Население
По данным переписи 2010 года, в Оринде насчитывалось 17 643 жителя. Из них 3,9 % составляли дети до пяти лет, возрастом до 18 лет — 23,6 %, жители старше 65 лет — 21,9 %. 51,6 % населения — женщины.
По данным Департамента финансов, в 2019 году в Оринде было 19 475 жителей.

### Этнический состав
По переписи 2010 года 75,3 % жителей Оринды отнесли себя к белым американцам, 16,1 % — к азиатам, 5,1 % — к латиноамериканцам. К двум и более расам отнесли себя 6,3 % жителей.

## Транспорт
Через город проходит жёлтая ветка метрополитена Сан-Франциско BART. Станцию «Оринда» открыли 21 мая 1973 г.

## Образование

### История создания школ
В 1861 году в Оринде построили первую школу. Она называлась школой Морага, так как была в собственности Джо Мораги. В 1864 году в Морагской школе было 20 учеников. Просуществовала она 60 лет.
В 1882 году во владениях Теодора Вагнера была построена вторая школа в Оринде — школа Оринда-парк (Orinda Park School). Она находилась на холме рядом с нынешним кампусом Wagner Ranch School. Здание сгорело в 1884 году, но было перестроено и использовалось до 1924 года. В 1904 году в школе Оринда Парк было 16 учеников, в то время как в школе Морага было 20 учеников.
В 1924 году два школьных округа — Orinda Park и Moraga — объединились, образовав объединённый округ Orinda (OUSD). На замену двум школам в 1924—1925 гг. построили новую двухклассную Orinda Union School. В 1939 году школу снова перестроили, добавив классы для большего количества учеников.
| Морагская школа                 | 1861—1924 гг.         |
| Оринда-парк                     | 1882—1924 гг.         |
| Orinda Union School             | 1924—1973 гг.         |
| Глориетта                       | с 1949 г.             |
| Сонная Лощина                   | с 1953 г.             |
| Дель Рей                        | с 1953 г.             |
| Мирамонте                       | с 1955 г.             |
| Пайн Гроув                      | 1956—1975 гг.         |
| Инланд Валли (начальная школа)  | 1960—1975 гг.         |
| Инланд Валли (средняя школа)    | 1961—1975 гг.         |
| Ранчо Вагнера (начальная школа) | 1969—1982 гг.         |
| Оринда (средняя школа)          | с 1975 г.             |
| Ранчо Вагнера                   | переоткрыта в 1997 г. |

К 1948 году понадобилось ещё больше школ. За десять лет, начиная с 1949-го, были построены школы Глориетта, Сонная Лощина, Дель Рей, начальная и средняя школа Инланд Валли, средние школы Пайн Гроув и Мирамонте.
В 1969 году OUSD открыл ещё одну начальную школу — Ранчо Вагнера.
В 1973 году, спустя 48 лет, Orinda Union School закрылась и стала общественным центром города.
В 1975 году средняя школа Пайн Гроув и Инланд Валли были закрыты. Кампус последней стал единой объединённой средней школой Оринды.
В 1982 году школа Ранчо Вагнера закрылась, но снова открылась в 1997 году.
В 1979 году для финансирования школ в Оринде создали Фонд образования. На 1984 год целью фонда было собрать 125 000 долларов, в 2006/2007 учебном году — 1,35 млн.

## Известные жители
Пол Андерсон, писатель-фантаст. В течение 40 лет он состоял в местном сообществе «Друзья библиотеки Оринды». В честь писателя назван конкурс творческого письма среди учеников средних школ Оринды, который ежегодно проводится этим сообществом.
Сэмюэль Шенкленд, американский шахматист, гроссмейстер.
Карен Мо, пловчиха, олимпийская золотая медалистка (летние Олимпийские игры в Мюнхене, Германия (1972) и рекордсменка мира.
Кирк Эверист, американский спортсмен (водное поло). Член команды США на летних Олимпийских играх в 1992 (4-е место) и 1996 годах (7-е место).
Дэниел Ву, американо-китайский актёр, режиссёр, продюсер, модель и мастер боевых искусств.